# Boubacar Séré
Boubacar Séré (* 13. Mai 1984) ist ein ehemaliger burkinischer Leichtathlet, der sich auf den Hochsprung spezialisiert hat. Aktuell ist er Inhaber des Landesrekordes und gewann drei Medaillen bei Afrikameisterschaften.

## Sportliche Laufbahn
Erste internationale Erfahrungen sammelte Boubacar Séré vermutlich im Jahr 2004, als er bei den Afrikameisterschaften in Brazzaville mit übersprungenen 2,10 m die Silbermedaille hinter dem Botswaner Kabelo Mmono gewann. Im Jahr darauf gewann er bei den erstmals ausgetragenen Islamic Solidarity Games in Mekka mit 2,14 m die Bronzemedaille hinter Omar Moussa al-Masrahi aus Saudi-Arabien und dem Ägypter Ahmed Farouk el-Zaher. Im Dezember belegte er bei den Spielen der Frankophonie in Niamey mit 2,10 m den sechsten Platz. 2006 gewann er bei den Afrikameisterschaften in Bambous mit 2,22 m die Silbermedaille hinter dem Botswaner Kabelo Kgosiemang und im Jahr darauf belegte er bei den Afrikaspielen in Algier mit 2,20 m den sechsten Platz. 2008 gewann er bei den Afrikameisterschaften in Addis Abeba mit 2,18 m die Bronzemedaille hinter dem Botswaner Kabelo Kgosiemang und Mohammed Benhadja aus Algerien. 2012 brachte er bei den Afrikameisterschaften in Porto-Novo keinen gültigen Versuch zustande und beendete daraufhin seine aktive sportliche Karriere im Alter von 28 Jahren.
In den Jahren von 2003 bis 2005 wurde Séré burkinischer Meister im Hochsprung. 